# The Peace of Roaring River
The Peace of Roaring River è un film muto del 1919 diretto da Hobart Henley e da Victor Schertzinger (non confermati).

## Trama
I medici ordinano a Madge Nelson di trasferirsi in campagna, ma la donna è povera e priva di mezzi. Così, decide di risponde all'inserzione di un minatore del Nevada che cerca moglie. Dopo essersi scritti, Madge viene invitata a raggiungerlo a Roaring River, la cittadina dove lui vive, per andare a sposarlo.
Quando Madge arriva, lui è fuori. Non sapendo che l'annuncio è falso e che è stato messo da Sophy McGurn che vuole in questo modo vendicarsi per essere stata rifiutata da Hugo, Madge si accinge ad aspettare il "fidanzato" nella sua casa. Ma Hugo, ignaro di tutto, quando trova quella sconosciuta in casa, ha una reazione piuttosto vivace, prendendola per una ricattatrice. Spaventata, Madge gli spara ma poi, pentita, lo soccorre e va a chiamare il medico, restando al suo fianco per curarlo.
La gente del paese, sobillata da Sophy, chiede vendetta accusando Madge di aver tentato di uccidere Hugo. Lui, però, addolcito, la discolpa, dichiarando di essersi ferito da solo. Le trame di Sophy non hanno successo e Madge e Hugo finiscono per innamorarsi veramente uno dell'altra.

## Produzione
Il film fu prodotto dalla Goldwyn Pictures Corporation.

## Distribuzione
Distribuito dalla Goldwyn Distributing Company, uscì nelle sale cinematografiche statunitensi il 10 agosto 1919.
Attualmente, la pellicola viene considerata perduta.